# Разные правые
Ра́зные пра́вые (фр. Divers droites, DVD и LDVD) во французской политике — обозначение принадлежности беспартийного кандидата или политика к правой части политического спектра. Аналогично беспартийных левых политиков обозначают как разные левые (фр. Divers gauches, DVG и LDVG).
Обозначение используется французским Министерством внутренних дел (ответственным за проведение выборов) с 2001 года. Политики, не состоящие ни в какой партии, имеют возможность обозначить свои политические пристрастия обозначениями «разные правые» (DVD) или «разные левые» (DVG), эти же обозначения используют для облегчения подведения итогов прошедших голосований. Подобная атрибуция политических пристрастий особенно актуальна для небольших населённых пунктов (во Франции к таким относятся те, где проживают менее 3500 человек), так как в них кандидаты на пост мэра и местных органов самоуправления часто не состоят ни в каких политических партиях.
В парламенте депутатов, не входящих ни в какую партию или являющихся членами партии, у которой слишком мало депутатов чтобы составить только парламентскую группу, также обозначают как «разные правые» или «разные левые».

## Результаты выборов
| Год  | Выборы            | % голосов |       |
| ---- | ----------------- | --------- | ----- |
| 2017 | Парламентские     | 1,68 %    | [ 3 ] |
| 2015 | Региональные      | 0,66 %    | [ 4 ] |
| 2015 | Департаментальные | 6,92 %    | [ 5 ] |
| 2014 | Европейские       | 5,98 %    | [ 6 ] |
| 2014 | Муниципальные     | 16,67 %   | [ 7 ] |
| 2012 | Парламентские     | 3,51 %    | [ 8 ] |
| 2010 | Региональные      | 1,24 %    | [ 9 ] |